# Biên bản ghi nhớ
Bản ghi nhớ (tiếng Anh: Memorandum of Understanding, viết tắt tiếng Anh: MoU) là một loại thỏa thuận giữa hai bên (song phương) trở lên (đa phương). Nó thể hiện sự hội tụ ý chí giữa các bên, cho thấy một dòng hành động chung dự định. Nó thường được sử dụng hoặc trong trường hợp các bên không ngụ ý cam kết pháp lý hoặc trong các tình huống mà các bên không thể tạo ra một thỏa thuận có thể thực thi về mặt pháp lý. Đó là một sự thay thế chính thức hơn cho thỏa thuận của quý ông.
Việc một tài liệu cấu thành hợp đồng ràng buộc chỉ phụ thuộc vào sự hiện diện hay vắng mặt của các yếu tố pháp lý được xác định rõ trong văn bản phù hợp với tài liệu (cái gọi là "bốn góc"). Các yếu tố bắt buộc là: cung cấp và chấp nhận, xem xét và ý định bị ràng buộc về mặt pháp lý (animus contrahendi). Ở Hoa Kỳ, các chi tiết cụ thể có thể khác nhau một chút tùy thuộc vào việc hợp đồng dành cho hàng hóa (thuộc Bộ luật thương mại thống nhất [UCC]) hay dịch vụ (thuộc luật chung của tiểu bang).